# Castello di Salle
Das Castello di Salle ist eine Burg in der  italienischen Gemeinde Salle in der Provinz Pescara im Naturreservat Riserva Regionale Valle dell’Orta. Sie ist ein Nationaldenkmal.

## Geschichte
Die Ursprünge der Burg, die als Lehen des Klosters San Clemente a Casauria errichtet wurde, liegen vor dem 11. Jahrhundert. Der wichtigste Zweck der Burg war die Verteidigung; erst im 16. Jahrhundert mit dem Übergang an das Königreich Neapel wurde sie Residenz von Familien, denen sie nacheinander gehörte, darunter die Colonnas und die Gonzaga-D’Aquinos. Im Jahre 1646 ging die Burg in das Eigentum des Barons Giacinto de Genua (oder Di Genova) aus Vasto über, der sie umbauen und einen Adelspalast daraus machen ließ. Dieser gehört heute der Familie Mechi.
Um den Palast herum sind die Ruinen des alten Dorfes Salle Vecchia sichtbar, das beim Erdbeben von Avezzano 1915 zerstört wurde.

## Beschreibung
Die Burg hat einen unregelmäßigen Grundriss in L-Form und ist von einer Terrasse mit Zinnenkranz bedeckt, über der sich drei Türme erheben. Der große Platz im Inneren des Gebäudes beherbergt einen italienischen Garten, vor dem Haupteingang steht ein Springbrunnen aus dem Jahre 1500.
Die Hälfte des nordöstlichen Hauptflügels nimmt die Kirche des seligen Roberto da Salle ein, die zwei Eingänge hat. Die Hauptfassade auf der Nordseite hat drei Eingänge und darüber Schießscharten. Dieser Teil des Gebäudes beherbergt das Museo medievale Borbonico mit Ausstellungen von Zeug, Waffen, Folterinstrumenten, Gemälden, erdkundlichen Karten, Sakralgegenständen und darüber hinaus alten und modernen Bilder von Salle.